# Sutherlin
Sutherlin is een plaats (city) in de Amerikaanse staat Oregon, en valt bestuurlijk gezien onder Douglas County.

## Demografie
Bij de volkstelling in 2000 werd het aantal inwoners vastgesteld op 6669. In 2006 is het aantal inwoners door het United States Census Bureau geschat op 7306, een stijging van 637 (9,6%).

## Geografie
Volgens het United States Census Bureau beslaat de plaats een oppervlakte van 13,7 km², waarvan 13,5 km² land en 0,2 km² water. Sutherlin ligt op ongeveer 157 m boven zeeniveau.

## Plaatsen in de nabije omgeving
De onderstaande figuur toont nabijgelegen plaatsen in een straal van 24 km rond Sutherlin.